# Ivan Vilibor Sinčić
Ivan Vilibor Sinčić (ur. 28 sierpnia 1990 w Karlovacu) – chorwacki polityk, kandydat w wyborach prezydenckich, współzałożyciel i lider ugrupowania Klucz Chorwacji.

## Życiorys
Ukończył szkołę średnią w rodzinnej miejscowości, po czym podjął studia na wydziale elektrotechniki i informatyki Uniwersytetu w Zagrzebiu. Pracował w prywatnym przedsiębiorstwie projektowym. W 2011 uczestniczył w protestach antyrządowych, zaangażował się także w działalność organizacji Żywy Mur, początkowo działającej głównie przy blokowaniu eksmisji.
W 2014 pod jego kandydaturą zebrano wymaganą do rejestracji liczbę podpisów (co najmniej 15 tys.), co umożliwiło mu start w wyborach prezydenckich. W pierwszej turze głosowania otrzymał 16,4% głosów, zajmując 3. miejsce wśród 4 kandydatów. Wkrótce w sondażach Żywy Mur zaczął czasowo zyskiwać poparcie, kilkakrotnie przekraczając 10%. Ostatecznie w wyborach w 2015 z jego ramienia mandat posła do Zgromadzenia Chorwackiego uzyskał tylko Ivan Vilibor Sinčić. W przedterminowych wyborach w 2016 z powodzeniem ubiegał się o reelekcję, a Żywy Mur z koalicjantami wprowadził do parlamentu ośmiu deputowanych.
W 2019 został natomiast wybrany w skład Parlamentu Europejskiego IX kadencji. W 2020 jego formacja utraciła reprezentację w krajowym parlamencie, a w 2022 zmieniła nazwę na Klucz Chorwacji. W 2024 został wiceprzewodniczącym nowego ugrupowania Pravo i Pravda.